# 小鳖
小鳖（学名：Pelodiscus  parviformis）俗称沙鳖、红肚鳖，一种分布于中国湖南省南部和广西壮族自治区北部地区的爬行动物，隶属于鳖科鳖属。

## 分类地位
本种曾被认为是中华鳖（Pelodiscus sinensis）矮化个体，或者是地理差异上的亚种分化。2011年学者通过基于分子和形态的分析，认为小鳖为一有效种。

## 形态特征
小鳖体型较小，躯体近圆盘状。体背呈暗绿或暗褐色，腹面白色或淡黄色。体背具有许多疣状突起，裙边及肩部为颗粒疣状突起，中央部位为纵向条形突起。

## 保育狀況
其被列為《瀕危野生動植物種國際貿易公約》附錄二的物種，被限制出口及貿易。